# Bisbat de Lectoure

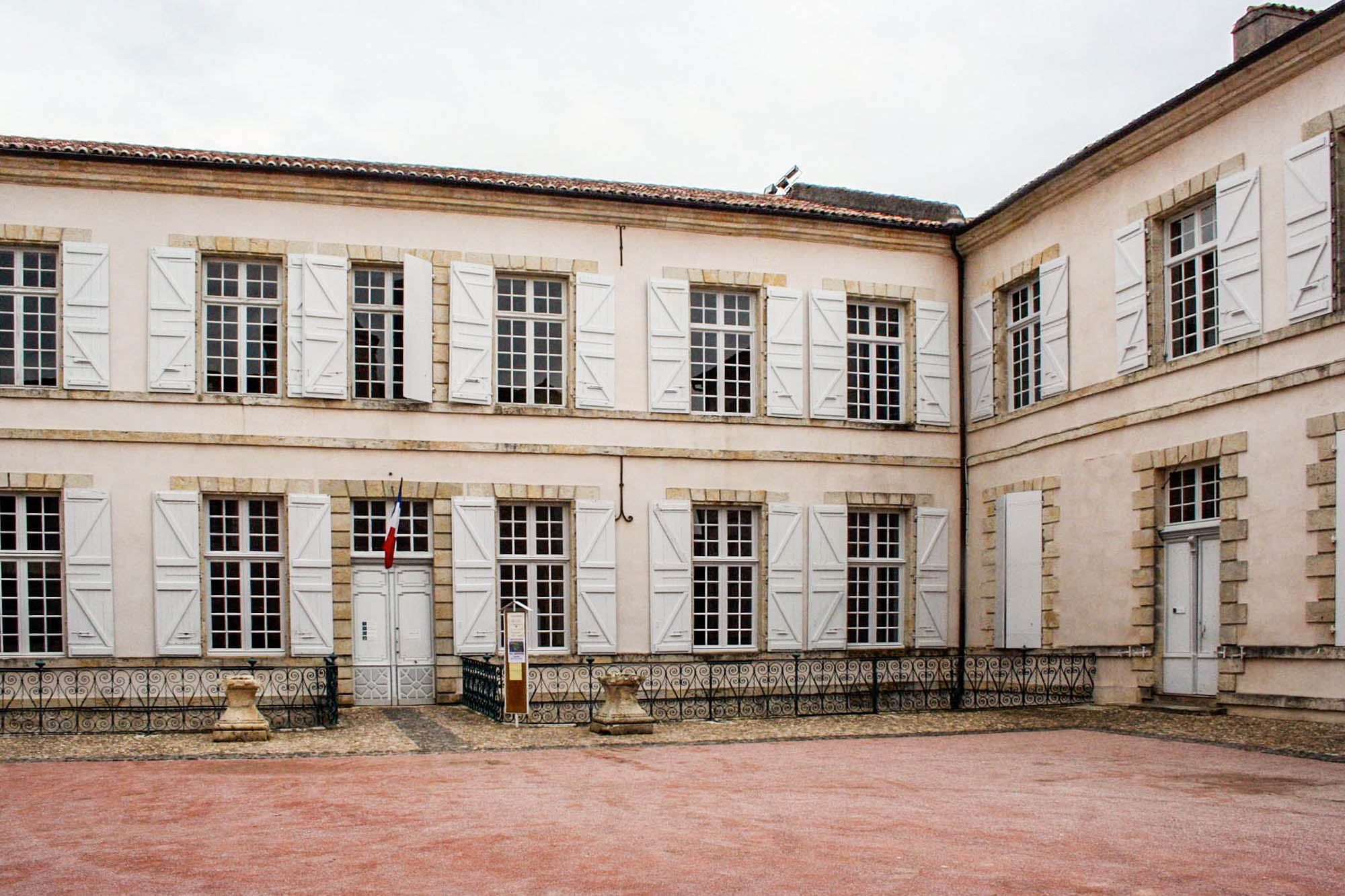
L'antic palau episcopal de Lectoure, avui Hôtel de ville.

El bisbat de Leitora  (francès: Diòcese de Lectoure, occità: Diocèsi de Leitora llatí: Dioecesis Lectorensis ) és una seu suprimida de l'Església Catòlica a França. El 1801 fou incorporat a Agen i el 1822 va ser inclòs en el restablert bisbat d'Aush, convertit en arquebisbat el 1882.

## Territori
La diòcesi limitava al nord amb la d'Agen, a l'est amb la diòcesi de Montauban i l'arxidiòcesi de Tolosa, al sud amb la de Lombez, i a l'oest amb l'arxidiòcesi d'Aush i la diòcesi de Condom.
La seu episcopal era la ciutat de Leitora, a l'actual departament de Gers, on es troba la catedral de  Sant Gervasi i sant Protasi.
El 1745, la diòcesi comprenia 72 parròquies, agrupades en 4 arxiprestats: Marsolan, Céran, Lomagne (regió històrica amb la capital Lectoure) i Sempesserre.

## Història
Lactora va ser una de les ciutats que constituïen la província romana de la Novempopulània. Segons la tradició, el seu territori va ser evangelitzat per sant Clar, bisbe d'Albi, que va ser martiritzat decapitat a Lactora al segle v, juntament amb sant Babila.
A l'edat mitjana es va desenvolupar la llegenda de Sant Geni (Huginius), testificada al Santoral de Bernat Gui (segle xiv) i una església amb el monestir contigu, anomenat així pel sant i de les quals la primera menció datada del segle xi. A la llegenda es fa constar el bisbe Euteri, que hauria enterrat les restes del sant; No obstant això, no hi ha evidència de l'existència real d'aquest bisbe i l'època en què possiblement hauria viscut.
La diòcesi està certificada amb certesa al segle vi per la presència dels bisbes Vigili i Alezi als concilis d'Agde el 506 i d'Orléans respectivament el 549. Al segle vii es coneix el nom d'un altre bisbe, Rosolano (o Bosoleno), que va participar en el concili de Bordeus de 673/675. Després d'aquest període de la diòcesi no se sap gens; de fet, la regió va ser devastada per les incursions primer dels sarraïns i després pels normands. La diòcesi reapareix amb certesa al segle xi amb el bisbe Arnaud, que està testimoniat en 1052 en una donació feta als monestirs de Cluny i Moissac.
Originalment sufragània d'Eauze, la metropolitana de la Novempopulània, es va convertir en part de la província eclesiàstica d'Aush al voltant de la meitat del segle xi, després de la seva restauració, que va ser ratificat en el Concili de Tolosa de 1058.
Després de mitjans del segle xv, després de les guerres que van posar fi al comtat d'Armagnac, la ciutat va ser assetjada i arrasada, i fins i tot la catedral va ser destruïda en gran part; la seva reconstrucció data del 1488 pel bisbe Pierre d'Abzac de La Douze.
A la segona meitat del segle xvi Leitora, la població s'havia unit en massa al protestantisme, va participar en les guerres de religió i la lluita entre el rei de França i els de Navarra, patint conseqüències desastroses per a la vida civil i religiosa.
A la fi del segle xvii i la primera meitat del segle següent, Leitora va ser també un dels centres més concorreguts en favor de jansenisme i en contra de la convicció expressada en la butlla Unigenitus Dei Filius del papa Climent XI. Simpatitzaven amb el jansenisme els bisbes Hugues de Bar i François-Louis de Polastron, el vicari general Louis-París Vaquier de Villiers, de les monges carmelites de la ciutat.
La diòcesi va ser suprimida seguint el concordat amb la butlla Qui Christi Domini del Papa Pius VII del 29 de novembre de 1801 i el seu territori quedà incorporat al de l'arxidiòcesi de Tolosa i la diòcesi d'Agen. Amb el restabliment de l'arxidiòcesi d'Aush el 1822, la major part de l'antic territori de Leitora hi va haver annexat a el d'Aush.
El 29 de juny de 1908, als arquebisbes d'Aush se'ls concedí d'afegir al seu títol el de la diòcesi suprimida de Leitora.

## Cronologia episcopal
- Sant Euteri †
- Vigilio † (citat el 506)
- Alezio † (citat el 549)
- Rosolano (o Bosoleno) † (citat el 673/675)[4]
  - Seu vacant o supprimida (segles VII-X)
- Bernardo I ? † (citat el 990 vers)[5]
- Arnaud I † (citat el 1052)
- Jean ? † (citat el 1060 vers)[6]
- Raymond Ebbon † (inicis de 1063 - finals de maig de 1097)
- Pierre I † (abans de gener de 1098 - després de 1103)
- Garcias † (citat el 1103/1118)[7]
- Guillaume d'Andozile † (inicis de 1120 - 1126 nomenat arquebisbe d'Aush)
- Vivien † (1126 - vers 1160 renuncià)
- Bertrand de Montaut † (vers 1160 - agost de 1162 nomenat arquebisbe de Bordeus)
- Garcias Sanche † (inicis de 1178 - després de 1194)
- Bernard II † (abans de novembre de 1197 - 1201 nomenat arquebisbe d'Aush)
- Arnaud II † (abans d'agost de 1215[8] - després de 1221)
- Hugues † (citat el 1229)
- Gaillard de Lambesc † (citat el 1240)
- Géraud † (citat el 1256)
- Guillaume † (citat el 1257)
- Géraud de Montlezun † (inicis de 1268 - finals de gener de 1290)[9]
- Pierre de Ferrières † (23 de desembre de 1299 - 22 de desembre de 1301 nomenat bisbe de Noyon)
- Raimond † (13 de gener de 1302 - 1308 mort)
- Géraud † (19 de setembre de 1308 - 12 de gener de 1311 nomenat bisbe d'Albi)
- Guillaume des Bordes † (12 de gener de 1311 - ? mort)[10]
- Arnaud Guillaume de La Barthe, C.R.S.A. † (6 de març de 1346 - 22 de desembre de 1350 nomenat bisbe d'Albi)
- Pierre Anzelerii † (26 de gener de 1351 - 1364 mort)
- Pierre II † (30 de maig de 1365 - 1368 mort)
- Hugues, O.S.A. † (8 d'agost de 1369 - 1370 mort)
- Vignier de Manhaudo † (21 d'octubre de 1370 - després de 1377 mort)
- Raimond de Cambanilla † (16 de desembre de 1383 - 9 d'octubre de 1405 mort)
- Arnaud de Peyrac † (28 de novembre de 1407 - 1 d'agost de 1416 mort)
- Géraud Dupuy, O.F.M. † (2 d'abril de 1417 - 30 de juliol de 1425 mort)
- Pierre de Valon † (21 de desembre de 1425 - ? mort)
- Martin Gutteria de Pampelune, O.F.M. † (24 d'abril de 1426 - 24 de maig de 1449 mort)
- Bernard André † (1 de setembre de 1449 - 1452 mort)
- Amaury, O.F.M. † (6 de juliol de 1453 - abril de 1479 mort)
- Hugues d'Espagne † (26 d'octubre de 1479 - 1 de juny de 1487 nomenat bisbe de Rieux)
- Pierre d'Abzac de La Douze † (1 de juny de 1487 - 21 d'abril de 1494 nomenat arquebisbe de Narbona)
  - Antonio Pallavicini Gentili † (21 de maig de 1494 - 1498 renuncià) (administrador apostòlic)
- Louis Pot † (25 de juny de 1498 - 31 de maig de 1505 mort)
- Pierre du Faur † (22 de desembre de 1505 - 1508 mort)
- Bertrand de Lustrac, O.S.B. † (4 de maig de 1509 - 27 d'abril de 1511 mort)
- Paul † (citat el desembre de 1512)
- Guillaume de Barton I † (? - 1513 renuncià)
- Jean de Barton † (18 d'agost de 1514 - 24 de gener de 1530 nomenat arquebisbe titular d'Atenes)
- Guillaume de Barton II † (24 de gener de 1530 - 1569 renuncià)
- Carles II de Borbó-Vendôme † (1569 - 1594 renuncià)
  - Sede vacante (1594-1599)
- Léger de Plas, O.S.B. † (19 de juliol de 1599 - 24 de març de 1635 mort)
- Jean d'Estresse † (24 de març de 1635 - 12 d'abril de 1646 mort)
- Louis de La Rochefoucauld † (11 d'octubre de 1649 - desembre de 1654 mort)
- Pierre-Louis Cazet de Vautorte † (14 de maig de 1655 - 22 de juny de 1671 nomenat bisbe de Vannes)
- Hugues de Bar † (2 de maig de 1672 - 22 de desembre de 1691 mort)
- François-Louis de Polastron † (6 d'octubre de 1692 - 13 d'octubre de 1717 mort)
- Louis de Balzac d'Illiers d'Entragues† (8 de juny de 1718 - d'agost de 1720 mort)
- Paul-Robert Hertault de Beaufort † (23 de març de 1722 - 26 d'agost de 1745 mort)
- Claude-François de Narbonne-Pelet † (9 de març de 1746 - 14 de maig de 1760 mort)
- Pierre Chapelle de Jumilhac de Cujac † (15 de desembre de 1760 - 26 de juny de 1772 mort)
- Louis-Emmanuel de Cugnac † (7 de setembre de 1772 - 8 de desembre de 1800 mort)
  - Seu suprimida